# Ygyatta
Ygyatta (jakutsky Ыгыатта, rusky Ыгыатта) je řeka v Jakutské republice v Rusku. Je to levý přítok řeky Viljuje. Je 601 km dlouhá. Povodí má rozlohu 11 200 km².

## Průběh toku
Pramení na Viljujské planině. Protíná trappy a vytváří zde peřeje. Na dolním toku protéká Středojakutskou rovinou.

## Vodní režim
Zdroj vody je sněhový a dešťový. Průměrný roční průtok vody činí 30 m³/s. Zamrzá v říjnu a rozmrzá v květnu.